# Minette Batters
Minette Bridget Batters, baronne Batters, (née Hill ; le 28 mai 1967), est une agricultrice britannique qui est présidente du Syndicat national des agriculteurs d'Angleterre et du Pays de Galles de 2018 à 2024. Elle est membre de la Chambre des lords depuis 2024.

## Jeunesse
Batters est né le 28 mai 1967. Elle grandit dans une ferme près de Salisbury et a toujours voulu devenir agricultrice. Elle fréquente l'école Godolphin, une école indépendante à Salisbury. Adolescente, elle travaille avec des chevaux pour David Elsworth, notamment en montant plus de 30 vainqueurs en courses. Son père l'encourage s'orienter vers un autre secteur au lieu de s'impliquer dans l'agriculture, alors elle fréquente une école hôtelière et dirige ensuite une entreprise de restauration. En 1998, lorsque son père prend sa retraite, elle reprend la ferme.

## Carrière
Batters est fermier locataire d'une ferme mixte de 300 acres près de Downton dans le Wiltshire,. En plus de la ferme, elle gère une entreprise de restauration et s'est diversifiée en utilisant une grange rénovée comme lieu de mariage. Elle est cofondatrice des campagnes Ladies in Beef et Great British Beef Week dans les années 2010.

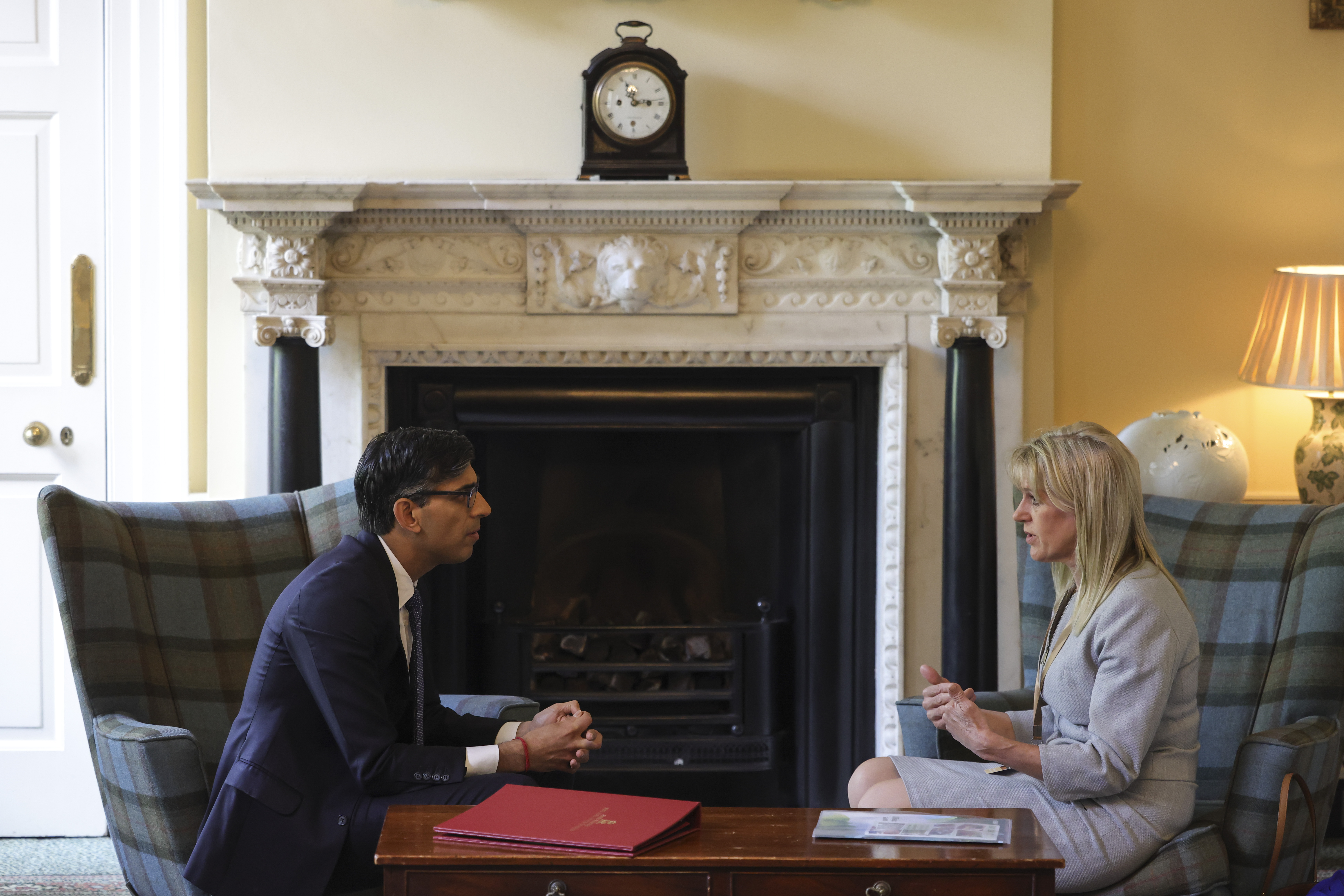
Batters avec Rishi Sunak au numéro 10 en mai 2023

Elle rejoint la NFU et devient présidente pour le comté et membre de plusieurs comités de la NFU. Elle est vice-présidente de la NFU de 2014 à 2018 et est élue présidente de l'organisation en 2018. En 2020 et 2022, elle est réélue à ce poste pour de nouveaux mandats de deux ans,,,.
Dans son rôle de vice-présidente puis de présidente, Batters représente la communauté agricole à une époque de grands changements. Elle accepte que la NFU atteigne l’objectif de zéro émission nette de gaz à effet de serre d’ici 2040. La sortie de l’Union européenne – avec sa libre circulation de la main d’œuvre agricole, ainsi que du Marché unique et de la Politique agricole commune – entraîne des changements importants dans l’agriculture. De nouvelles dispositions réglementaires et de nouvelles subventions transitoires dans les îles britanniques affectent l’agriculture. Batters soutient un changement ordonné et le maintien de normes élevées dans l’agriculture britannique. Elle travaille avec Michael Gove alors qu'il est secrétaire d'État à l'environnement. En 2020, elle participe à une campagne visant à garantir que les accords commerciaux agricoles post-Brexit, comme celui avec les États-Unis, n'autorisent pas l'importation d'aliments produits dans des conditions qui seraient illégales au Royaume-Uni.
Après la fin de son dernier mandat en tant que présidente de la NFU en 2024, elle démarre une nouvelle entreprise agricole, la culture de fleurs.
En novembre 2020, elle est incluse dans la BBC Radio 4 Woman's Hour Power List 2020. En août 2021, elle est nommée lieutenant adjoint du Wiltshire.
Batters est nommée pour une pairie à vie lors des honneurs de Dissolution de 2024,. Elle est créée baronne Batters le 16 août 2024 et est membre Crossbencher de la Chambre des lords.